# UE Rapitenca
Unió Esportiva Rapitenca – hiszpański klub piłkarski, grający w Tercera División, mający siedzibę w mieście Sant Carles de la Ràpita.

## Sezony
- 12 sezony w Tercera División

## Byli piłkarze
- Baba Sule